# Ланг, Олег Владимирович
Олег Владимирович Ланг (1950 год, Новомосковск, Тульская область, РСФСР, СССР — 2013 год, Москва, Россия) — советский и российский художник, член-корреспондент Российской академии художеств (2010).

## Биография
Родился в 1950 году в Новомосковске, жил и работал в Москве.
В 1981 году — окончил факультет живописи МГХИ им. В. И. Сурикова.
С 1982 года — член Союза художников СССР.
В 2010 году — избран членом-корреспондентом Российской академии художеств.
Олег Владимирович Ланг умер в 2013 году, похоронен на Преображенском кладбище.

## Персональные выставки
- 2013 — «Прямая живопись». Московский музей современного искусства, Москва; 2011 — «Обитатели времени». All gallery, Санкт-Петербург;
- 2008 — «Кортеж Президента». Галерея pop/off/art, Москва;
- 2007 — «Кутерьма». Галерея «Ателье № 2», Москва;
- 2006—2007 — «Новый Ланг». Галерея pop/off/art, Москва;
- 2005 — «Дождь джинсы вечереет». Галерея pop/off/art, Москва;
- 2005 — «Дождь джинсы вечереет». Галерея pop/off/art, Москва;
- 2004—2005 — Ярославский художественный музей, Ярославль;
- 2004 — Новосибирский государственный художественный музей, Новосибирск;
- 2003 — Галерея искусств Зураба Церетели, Москва;
- 2003 — «Сто и одна». Галерея «Сэм Брук», Москва;
- 2002 — «Ретроспектива». Музей изобразительных искусств, Тула;
- 2002 — «Вверх — вниз». Государственный институт искусствознания, Москва;
- 2001 — Музей изобразительных искусств, Тула;
- 1998 — Музей изобразительных искусств, Тула;
- 1993 — Галерея «А-3», Москва;
- 1993 — ЦДХ, Москва;
- 1993 — Музей изобразительных искусств, Тула;
- 1991 — Центр современного искусства, галерея «Эрмитаж АТ», ЦДХ, Москва;
- 1990 — Музей изобразительных искусств, Тула.

Работы хранятся в российских музейных и частных коллекциях.